# Justin Fauré
Pour les articles homonymes, voir Fauré.
Justin Fauré, né le 3 janvier 1840 à Lombez et mort le 20 décembre 1915 à Labastide-Savès, est un homme politique française.

## Biographie
Fils d’un avoué de Lombez, avocat lui-même, Fauré avait été nommé par le Second Empire substitut du procureur impérial à Lectoure, le 6 janvier 1870, lorsqu’il a été révoqué, le 8 octobre 1870, par le ministre de la Justice Adolphe Crémieux, en poste depuis le 7 septembre 1870, après que Léon Gambetta a demandé aux administrateurs provisoires et aux préfets de « s'appuyer sur les conseils municipaux élus sous l'influence du courant libéral et démocratique […] ou sur des municipalités provisoires ». Après la guerre de 1870, refusant de reprendre les fonctions de magistrat dont il avait été dépossédé, il s’est fait inscrire au barreau de Lombez, préférant rester avocat et plaider devant le tribunal dont faisait partie son père.
D’une famille très influente dans l’arrondissement de Lombez , il commence à acquérir la popularité, qui en fera un chef de parti dans l’arrondissement de Lombez, pendant la guerre de 1870, en donnant l’impression, au milieu de ses compatriotes mobilisés comme lui, d’un homme dévoué, charitable et démophile.
Les services qu’il avait rendus pendant le conflit franco-allemand lui ont valu d’être élu au Conseil général du Gers, pour le canton de Lombez, en remplacement du poste qu’occupait son père, à la dissolution des Conseils généraux, contre deux candidats, le légitimiste, Bécanne, maire de Lombez, et le républicain, Vignola, ancien sous-préfet du 4 septembre, par 2 238 suffrages. Membre de la commission départementale pendant quatre années, il a rempli les fonctions de secrétaire durant ce même nombre d’années. Partisan dévoué et fidèle de l’Empire, il b’a pas hésité à se rendre à Chislehurst, le 16 mars 1874, à l’occasion de la majorité du Prince impérial.
Le rôle qu’il a joué dans ce mandat a fait distinguer ce bonapartiste convaincu par Paul de Cassagnac, pour lui servir d’auxiliaire dans cette partie du département pour porter le drapeau du parti conservateur. Candidat du Comité national conservateur du Gers successivement au scrutin de liste et au scrutin d’arrondissement aux législatives du 20 février 1876, il a été élu député de l’arrondissement de Lombez par 5 008 suffrages, au premier tour de scrutin, contre le député légitimiste sortant, le comte de Rességuier, pourtant énergiquement soutenu par l’administration, avec seulement 1 600 suffrages, et contre le conseiller général républicain du Gers, Brocas, qui n’en a obtenu que 2 800.
Avec Cassagnac, dont il est devenu l’ami intime, il a été le plus jeune des conseillers généraux du Gers, et n’a cessé de représenter l’arrondissement de Lombez depuis cette époque. Partisan de la révision des lois constitutionnelles, il siégeait au groupe de l’Appel au peuple. Régulièrement réélu, les 14 octobre 1877, 21 aout 1881, 4 octobre 1885 et 22 septembre 1889 au premier tour, par 5 446 voix contre 4 747 au républicain Toulouze, il se retire de la vie politique le 14 octobre 1893, à l’issue de la Ve législature de la Troisième République française, pour vivre tranquillement dans sa propriété de Labastide-Savès, où il s’est éteint.